# 猶他州韋納爾聖殿
猶他韋納爾聖殿（Vernal Utah Temple）是第51座耶穌基督後期聖徒教會聖殿，位於韋納爾，也是猶他州內第十座耶穌基督後期聖徒教會聖殿。猶他韋納爾聖殿竣工於1997年，系由一座耶穌基督後期聖徒教會教堂改建而成。自1997年以來，丹麥哥本哈根，紐約州曼哈頓和普若佛市中心聖殿都進行了類似的改造。在1997年10月的兩週開放參觀期間，猶他韋納爾聖殿有超過12萬人參觀。

## 聖殿歷史
最初，該建築曾是猶他州東部後期聖徒的尤因塔大禮拜堂。大禮拜堂的地基是用附近的砂岩建造的，牆壁是用當地粘土製成的四層燒磚建造的。從1899年秋天開始建造這座建築，直到1907年8月24日耶穌基督後期聖徒教會總會會長約瑟·F·斯密會長（Joseph F. Smith）做了這座建築的奉獻。據報導，斯密會長說，如果有一天在那裡建造一座聖殿，他不會感到驚訝。
比該教會的其他大禮拜堂，羅傑·傑克遜（Roger Jackson）將尤因塔定為相當不起眼的建築，它比猶他州中部和北部的大禮拜堂上的裝飾比較少。 儘管如此，他寫道：“這座建築是韋納爾最突出的建築，被認為是整個猶他州東部最好的建築。”
大禮拜堂在1948年被鄰近的，更現代化的教會支聯會中心所取代。此後僅在不定期使用的情況下，教會為公眾安全的原因於1984年宣布大禮拜堂的關閉。 除其他事項外，大禮拜堂缺乏室內浴室和殘疾人專用通道。
成立了當地的“保存大禮拜堂”委員會，並於1989年進行了保存研究。 教會選擇將建築改建為一座新的較小的聖殿，並於1994年宣布了計劃。除了保留外部外觀，使建築符合規範並更改平面圖，聖殿的東尖塔也被拉長了。 使其比鄰近的支聯會中心的塔尖更高。 一座金色的天使摩羅乃雕像被放置在面向東方的尖頂上，這是幾乎所有耶穌基督後期聖徒教會聖殿的共同元素。

## 外部連結
- 维基共享资源上的相關多媒體資源：猶他州韋納爾聖殿
- Official Vernal Utah Temple page （页面存档备份，存于）
- Vernal Utah Temple page （页面存档备份，存于）
- 90-year-old tabernacle in Vernal looks to a historic future （页面存档备份，存于）, Desert News article from 1997 about the transformation of the tabernacle into a temple.